# Redington Shores
Redington Shores ist eine Stadt im Pinellas County im US-Bundesstaat Florida. Das U.S. Census Bureau hat bei der Volkszählung 2020 eine Einwohnerzahl von 2.176 ermittelt. 

## Geographie
Redington Shores liegt auf einer Barriereinsel zwischen dem Golf von Mexiko und dem Intracoastal Waterway. Die Stadt grenzt im Norden an Indian Shores und im Süden an North Redington Beach. Redington Shores liegt rund 10 Kilometer südlich von Clearwater sowie etwa 35 Kilometer westlich von Tampa.

## Demographische Daten
Laut der Volkszählung 2010 verteilten sich die damaligen 2121 Einwohner auf 2084 Haushalte. Die Bevölkerungsdichte lag bei 2121 Einw./km². 96,7 % der Bevölkerung bezeichneten sich als Weiße, 0,5 % als Afroamerikaner, 0,2 % als Indianer und 0,8 % als Asian Americans. 0,6 % gaben die Angehörigkeit zu einer anderen Ethnie und 1,2 % zu mehreren Ethnien an. 4,9 % der Bevölkerung bestand aus Hispanics oder Latinos.
Im Jahr 2010 lebten in 11,6 % aller Haushalte Kinder unter 18 Jahren sowie 40,1 % aller Haushalte Personen mit mindestens 65 Jahren. 53,1 % der Haushalte waren Familienhaushalte (bestehend aus verheirateten Paaren mit oder ohne Nachkommen bzw. einem Elternteil mit Nachkomme). Die durchschnittliche Größe eines Haushalts lag bei 1,89 Personen und die durchschnittliche Familiengröße bei 2,43 Personen.
11,6 % der Bevölkerung waren jünger als 20 Jahre, 13,2 % waren 20 bis 39 Jahre alt, 34,7 % waren 40 bis 59 Jahre alt und 40,6 % waren mindestens 60 Jahre alt. Das mittlere Alter betrug 55 Jahre. 49,4 % der Bevölkerung waren männlich und 50,6 % weiblich.
Das durchschnittliche Jahreseinkommen lag bei 53.654 $, dabei lebten 13,0 % der Bevölkerung unter der Armutsgrenze.
Im Jahr 2000 war Englisch die Muttersprache von 96,29 % der Bevölkerung, spanisch sprachen 1,62 % und 2,09 % hatten eine andere Muttersprache.

## Verkehr
Redington Shores wird von der Florida State Road 699 durchquert. Der nächste Flughafen ist der rund 20 Kilometer nordöstlich gelegene St. Petersburg-Clearwater International Airport.